# 民主独立党
民主独立党（韩语：／）是朝鲜半岛历史上的一个中间派民族主义政党。该党成立于1947年10月20日，由新韩国民党、民众同盟、新进党、健民会和民主统一党等5个政党合并而成。该党的代表为洪命憙，常务中央执行委员为洪命熹、朴容羲、李克鲁、吴华英、金乎、金元容、李顺铎。该党反对李承晚的单独选举和单独建国论，支持金九和金奎植的南北协商论，但在1948年南北协商会议举行后，该党分裂为亲北派和双金派。经过几次大规模退党潮，该党沦为亲北小党。1949年，该党卷入韩国的“国会间谍事件”；同年10月18日，韩国当局根据法令第55号第2条（甲）项规定，将该党认定为不合法的政党和社会团体，并将其取缔。而该党在朝鲜的组织作为朝鲜劳动党的卫星党存在，直到1960年代中后期解散。